# Armada equatoriana
L' Armada Equatoriana, juntament amb l'Exèrcit de l'Equador, i la Força aèria equatoriana, és una branca de les Forces Armades Equatorianes, responsable en temps de guerra de salvaguardar la sobirania marítima de l'Equador i en temps de pau és responsable de controlar les activitats il·lícites com el contraban de combustibles, migració il·legal, pesca il·legal, tràfic de drogues, entre d'altres.

## Història
La vinculació del port de Guayaquil amb el comerç marítim, imposada per la geografia mateixa, s'evidencia per la seva importància com a proveïdora per al Virregnat de fustes com ara el guachapelí, el roure, la canya fistola, la canya guadua o canya de Guayaquil, matèria primera que va permetre abastir abundantment les drassanes d'aquest port. La importància de les drassanes de Guayaquil durant la Colònia va ser ja subratllada en nombroses ocasions pels seus propis contemporanis, arribant-se a afirmar al segle xviii que eren superiors a totes les altres de les dues Amèriques i als més cèlebres d'Europa. Antonio de Ulloa i Jorge Juan van dir que era la millor drassana que es coneixia en tota la costa de l'oceà Pacífic. Per la seva banda, el que va ser Governador espanyol de Guayaquil fins al 1797, Jose de Aguirre Irisarri, el 18 d'octubre del 1807, va informar al Príncep Generalíssim Almirall la importància de les drassanes de Guayaquil per a la marina virregnal dient textualment:
 "Conciliant la seva localitat (Guayaquil) amb la seva immensa abundància d'exquisides fustes i barats jornals facilita mitjans dels més abundants i econòmics per aconseguir ... vaixells de tots els ports ... Abunda també Guayaquil d'operaris de fusteria i calafats, com que són els artistes més necessaris per a totes les seves fàbriques civils i de les drassanes." 
Aquestes afirmacions es deuen a l'existència d'una nombrosa i experta comunitat de constructors navals, agrupats en el seu gremi característic, la Maestranza, els membres de la qual van arribar a ser el més selecte de tots aquells mars en l'últim terç del segle xviii. Pel que fa a l'autoritat marítima, al llarg de la vida colonial de Guayaquil, exercia aquestes funcions el corregidor, qui era l'encarregat del registre de les naus que arribaven i salpaven del port. Però quan Guayaquil va deixar de ser corregiment per erigir-se en govern militar, per Reial Cèdula de 8 de desembre del 1762, seria el governador qui realitzaria aquestes funcions. Havent estat designat primer governador el tinent coronel Juan Antonio Zelaya i Vergara, que havia arribat a Guayaquil l'11 d'octubre del 1763, i prèvia exhibició dels títols i certificats respectius, va fer jurament i es va fer càrrec del govern de la ciutat. L'escrivania respectiva estava adscrita a la del Cabildo. Va ser només a partir del 1747 que es va comptar amb un escriba especial per als registres. Pel que sembla l'organització de la Capitania del port, segons Julio Estrada, data del 1797. Per establir el Apostadero del Callao, va arribar el brigadier de la Reial Armada, senyor Tomás d'Ugarte i Liaño. La creació d'aquest Apostadero va ser disposada per reals ordres de 23 de maig i 22 juliol del 1797; simultàniament es creaven les capitanies de port en Concepcion, Valparaíso, Callao i Guayaquil. L'any 1804 exercia com a capità del port el senyor José María Cucalón, segons una comunicació que li envia el governador Bartolomé Cucalón i Villamayor el 10 de maig d'aquell any. Segons el mateix Estrada, aquest seria el primer capità del Port de Guayaquil que s'ha identificat, però hi ha la possibilitat que hi hagi tingut antecessors en el càrrec.
Pel que fa a l'edificació per a la Capitania, el governador Cucalón li informava al Virrei el 21 abril del 1805: Al moll d'aquesta duana, que és l'únic del riu, hi ha una casella del Rei summament decent i còmoda que el senyor José de Moraleda, capità de la corbeta "Castor", va acomodar amb acord meu per al servei i ocupació del capità del port. Com succeïa llavors amb els ports colonials espanyols, Guayaquil no es va lliurar dels successius atacs de bucaners que van assolar les costes americanes d'aquella època.

### La independència i la gran Colòmbia

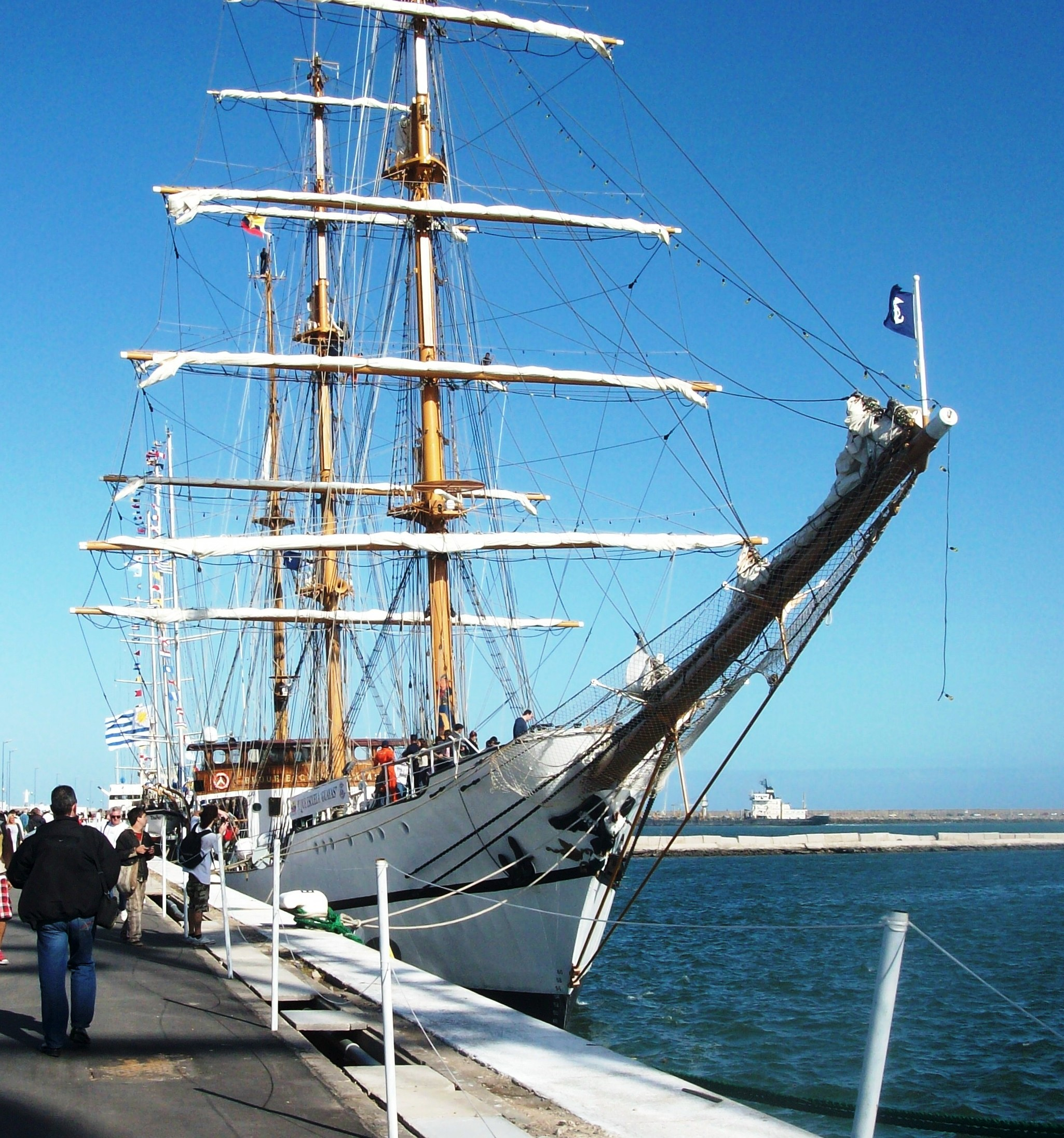

En produir-se la revolució del 9 d'octubre del 1820, després del goig i alegria conseqüents per l'èxit assolit, es va constituir una junta de guerra i es va nomenar com a cap polític a José Joaquín d'Olmedo. Aconseguida la independència, es va decidir despatxar a la goleta "Abast" portant una comissió encarregada de participar al general San Martín i al Comandant Thomas Cochrane, cap de l'Esquadra Libertadora del Perú, el triomf de la revolució de Guayaquil. Aquesta embarcació va ser armada amb 10 carronades; es va nomenar comandant de la mateixa al seu antic amo José María Villamil, Segon Comandant senyor Lorenzo de Garaycoa i Cap de la Guarnició de bord a don Miguel Letamendi. L' "Abast" va presentar una tripulació de més de cent homes amb suficient experiència en alta mar, amb bons coneixements del sistema de navegació a la vela. És un succés d'importància històrica el fet que una nau estigui a punt per salpar de forma immediata per complir la missió encomanada. La "Abast" va complir la seva comesa amb èxit, el que demostra que en l'ambient marítim en què vivia Guayaquil existia gent preparada i amb tradició, que li permetia pescar al mar. Va ser aquest, doncs, el nostre primer vaixell de guerra, i va continuar participant en algunes accions fins que, el 19 de setembre del 1821, es va perdre per haver encallat a la costa de xucladors. Consolidat el triomf de la Independència Nacional, el 24 de maig del 1822, Guayaquil independent deixava de ser-ho per incorporar-se a la Gran Colòmbia; és aquí quan sorgeix la figura rellevant d'un distingit marí: el capità de navili Juan Illingworth, a qui el Libertador va designar Comandant General del IV Departament marítim. Immediatament es va ocupar d'organitzar tot el concernent a la Marina de Guerra, a més de prendre interès en la creació de l'Escola Nàutica nacional. El govern va anar adquirint alguns vaixells indispensables per al manteniment de la sobirania grancolombiana al Pacífic; és així que el 1823 es conforma la primera força naval amb els següents vaixells de guerra: la goleta "Guayaquileña", el bergantí "Chimborazo" i la corbeta "Pichincha". Thomàs Wright, que el febrer de 1824 va ser ascendit a capità de navili, exercia com a Comodor de l'Esquadra del Sud, embarcat en el bergantí "Chimborazo", on tenia hissada la seva insígnia, i va realitzar patrulles al llarg de la costa peruana amb 7 transports degudament proveïts i llestos per prestar ajuda en el trasllat de les tropes quan Bolívar, que es trobava amb el seu exèrcit a Perú, ho requerís. Bolívar amb el seu gran exèrcit va derrotar les forces realistes en la batalla de Junín el 6 agost del 1824; després d'això, Wright va rebre instruccions de procedir al Callao i posar-se sota les ordres de l'almirall Guisi, cap de l'Esquadra Unida. Les unitats grancolombianes, conformant aquesta esquadra, van participar en algunes accions navals contra els realistes i també en el bloqueig del Callao, últim reducte espanyol a Amèrica del Sud. A l'inici de l'any 1825, l'almirall Guise, Comandant en Cap de l'Esquadra bloquejadora del Callao, a dalt de Guayaquil a bord de la fragata "Protector" per a realitzar reparacions, i per presentar-se en aquest port un conflicte entre Guisi i l'Intendent de Guayaquil, general Juan Pau del Castell, per certes irregularitats en el comportament del primer, és destituït, nomenant en el seu reemplaçament com a comandant de l'esquadra Unida al comandant Juan Illingworth. Fins llavors no existia una organització que s'encarreguès de l'educació dels futurs marins però no trigaria a aparèixer l'Escola Nàutica.

### La República
El 3 de novembre de 1832, el Congrés Constitucional de l'Equador va decretar que l'establiment de la Marina Militar es digués Departament Marítim de l'Equador en comptes de l'antiga denominació d'Apostadero de Guayaquil. El 8 del mateix mes, el general Juan José Flores disposava la seva formació. El comandament d'aquest Departament va ser entregat a un general de brigada de Marina o capità de navili, sota la denominació de Comandant General. Es va establir també la Majoria de Marina dirigida per un capità de fragata. D'aquesta manera es va legalitzar la Marina durant la República. El 1832 i 1833, i potser encara més tard, l'Armada consistia en sis vaixells de guerra: la fragata "Colòmbia", armada inicialment amb 62 canons grans, 30 canons de 42 lliures i 32 canons de a 32 lliures (referint-se al pes de les bales que llançava cada canó, que era l'única mesura utilitzada en aquella època); el bergantí "27 de Febrer", armat amb 2 canons de 12 lliures, i 14 canons de 18 lliures, el bergantí-goleta "Guayaquileña", amb 9 canons de 12 lliures, i 12 canons de 18 lliures, les goletes "Ismeña" i "Gràcia del Guayas" i el bot "Diligència", que muntava cadascú un sol canó de 12 lliures. Durant la guerra dels Chihuahuas (1833), es van conformar dues forces navals. Del costat del govern de Flores van participar les goletes "Ismeña" i "Valerosa", i el bergantí "Atrevido"; en canvi els revolucionaris, liderats per Vicente Rocafuerte, van comptar amb la fragata "Colòmbia", les goletes "Guayaquileña", "Juanita" i "Gràcia del Guayas", i el bergantí "27 de febrer". El 1837 romanien únicament les goletes "Guayaquileña" i "Diligencia", encara que la primera de les esmentades, estava en precàries condicions, però el 1840 només quedava la goleta "Diligencia".

### Guerra Equador-Perú
La guerra Equador-Perú fou un conflicte armat entre aquestes dues repúbliques que va tenir lloc entre el 1941 i el 1942. El conflicte fou conseqüència de les llargues disputes fronteres entre ambdós països, que només han quedat resoltes finalment el 1998, amb la signatura d'un tractat de pau definitiu i un acord de delimitació.

### L'era del míssil

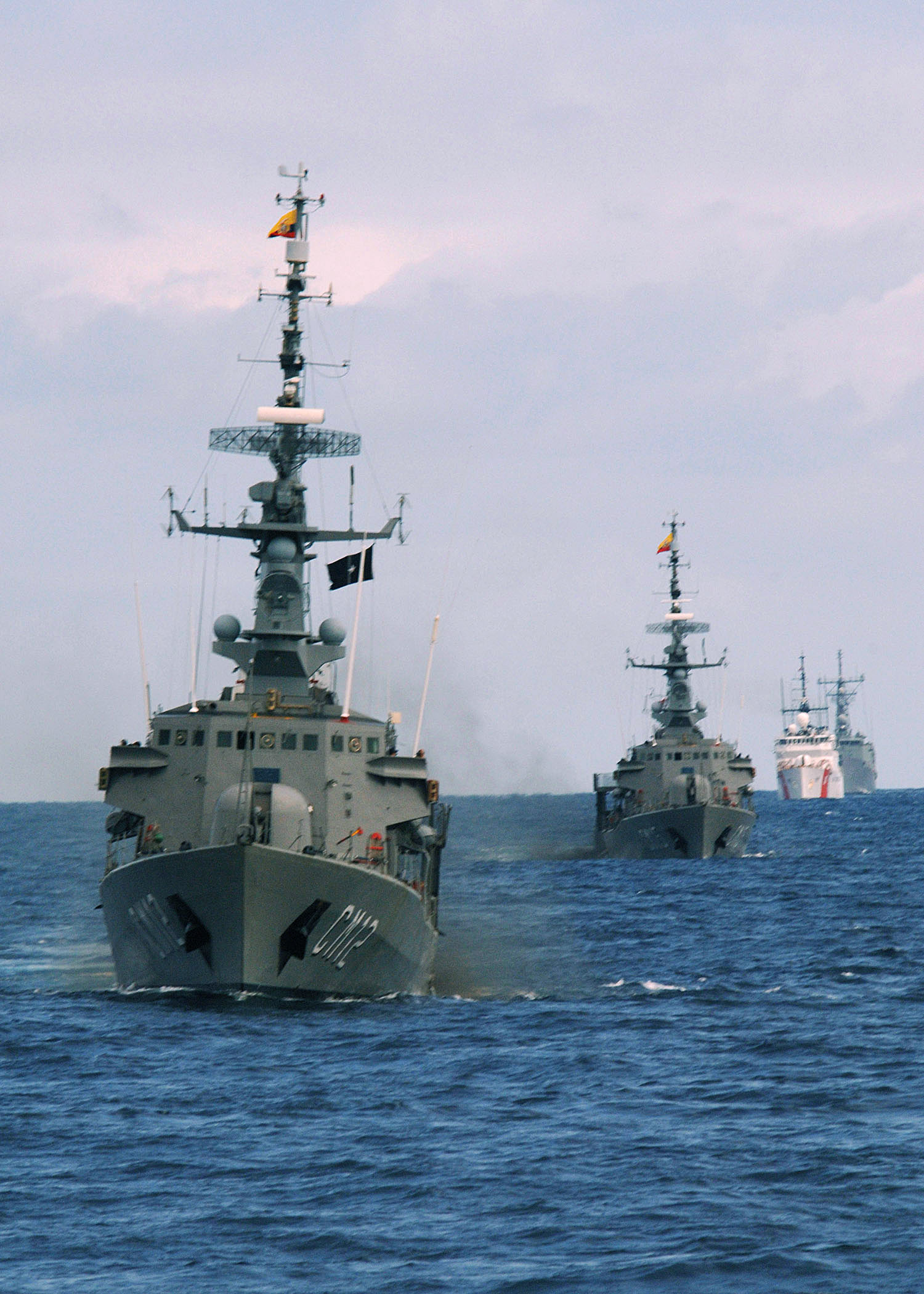

Als albors de la dècada dels 70 s'adquireix a Alemanya les llanxes torpedineres "Manta", "Tulcán" i "Nou Rocafuerte", que van arribar a l'Equador el 1971. Cinc anys després, un nou tipus d'arma ingressava a l'esquadra Equatoriana, el míssil, amb la incorporació el 1976, de les llanxes missileres "Quito", "Guayaquil" i "Conca". Equador havia fet incursions en l'era de l'alta tecnologia de la guerra electrònica i de les armes amb abastos majors al l'horitzó visual. En la dècada dels 80, es va adquirir un destructor nord-americà classe Gearing que, en arribar a l'Equador, va prendre el nom de "President Alfaro" (tercer vaixell amb aquest nom); -sis corbetes missileres italianes equipades amb moderns sistemes d'armes i sensors, per solucionar els requeriments de la guerra naval contemporània, davant qualsevol amenaça exterior. La primera d'elles va iniciar la seva construcció el 27 de febrer del 1979 a les drassanes Cantieri Navali Ruinniti de Spezia, Itàlia, i el seu casc va ser botat l'1 d'octubre de 1980. Aquesta nau va ser el prototip d'aquestes corbetes de 650 tones i alta velocitat, la que va ser batejada com a "Classe Esmeraldas", produint-se la seva arribada al port de Guayaquil el 25 d'octubre de 1982. La cerimònia d'incorporació va tenir lloc al port d'Esmeraldas el 23 de novembre del 1982. El seu primer comandant va ser el Capità de Fragata-EM Carlos García Mata. Posteriorment, els anys 1991 i 1992, s'adquireixen les fragates misileres angleses classe Leander, les quals van reemplaçar a dues unitats més grans que, després d'haver complert el seu cicle, es van donar de baixa en l'armada de l'Equador.

### Guerra del Cenepa
La Guerra del Cenepa fou un conflicte armat entre les repúbliques del Perú i de l'Equador que es va tenir lloc entre gener i febrer del 1995. Aquest conflicte forma part de la llarga disputa fronterera entre els dos països, que ja va donar lloc a l'anterior conflicte de Paquisha el 1981. En aquell cas no s'arribà a un acord i el Perú no aconseguí la demarcació fronterera de 78 km a la serralada del Còndor. Des d'aquell moment els dos països intentaren unilateralment fer valer els seus drets sobre la zona i imposar les seves versions de la línia fronterera. Per això establien periòdicament petits campaments militars en el seu territori nacional.

## Organització
Les comandes tenen assignats vaixells, avions i submarins, mitjans amb els que efectuen entrenaments durant la pau, per al seu ús estratègic en cas de conflicte o guerra, d'acord amb les missions que rebin. Per a l'exercici de la jurisdicció penal militar el territori de la República es divideix en tres zones navals:

### Primera zona naval
La seva seu està a la ciutat de Guayaquil. Exerceix jurisdicció a les províncies de Guayas, Santa Elena, L'Or, Els Rius, Manabí, Cañar, Azuay, Loja, Morona Santiago i Zamora Chinchipe, així com en el mar territorial adjacent a les tres províncies de la regió litoral.

### Segona zona naval
La seva seu i la del Comandament d'Operacions Insular és Puerto Baquerizo Moreno, a l'illa San Cristóbal. Exerceix jurisdicció a la província de Galápagos i el mar territorial adjacent.

### Tercera zona naval
La seva seu i la del Comandament d'Operacions Nord es troba a la ciutat d'Esmeraldas. Exerceix jurisdicció a les províncies d'Esmeraldas, Carchi, Imbabura, Pichincha, Santo Domingo dels Tsáchilas, Cotopaxi, Tungurahua, Chimborazo, Bolívar, Napo, Pastaza, Sucumbíos i Francisco d'Orellana, així com al mar territorial adjacent. Inclou l'administració de la Companyia d'Infanteria de Marina de Sant Llorenç.

## Components

### Força submarina

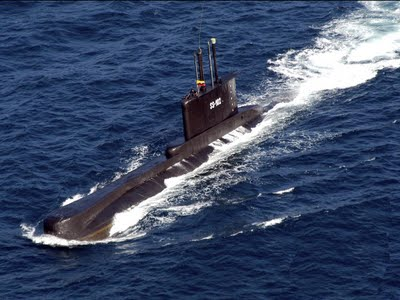

L'Armada de l'Equador, davant la necessitat de mantenir una capacitat proporcional a la dels països de la regió, amb una arma estratègica dissuasiva, havia de posseir una força que inclogués unitats submarines. Per crear la força de submarins i la infraestructura necessària al país, va ser imprescindible que un grup d'oficials i tripulants adquirís els seus primers coneixements en escoles de països amics com Brasil i Xile. El 18 de març del 1974, després d'analitzar diverses propostes, l'Equador va signar un conveni amb el govern alemany per a la construcció de dos moderns submarins Tipus 209 convencionals, la qual es va iniciar l'1 de novembre del 1974 a les drassanes de la Howaldtswerke Deutsche Werft, a la històricament famosa ciutat de Kiel. Com a part del pla d'enfortiment de les forces armades, l'any 2012, es va anunciar la modernització dels submarins Tipus 209 en les drassanes d'ASMAR a Xile els submarins van ser actualitzats i repotenciats, trobant-se actualment operatius.

### Aviació naval

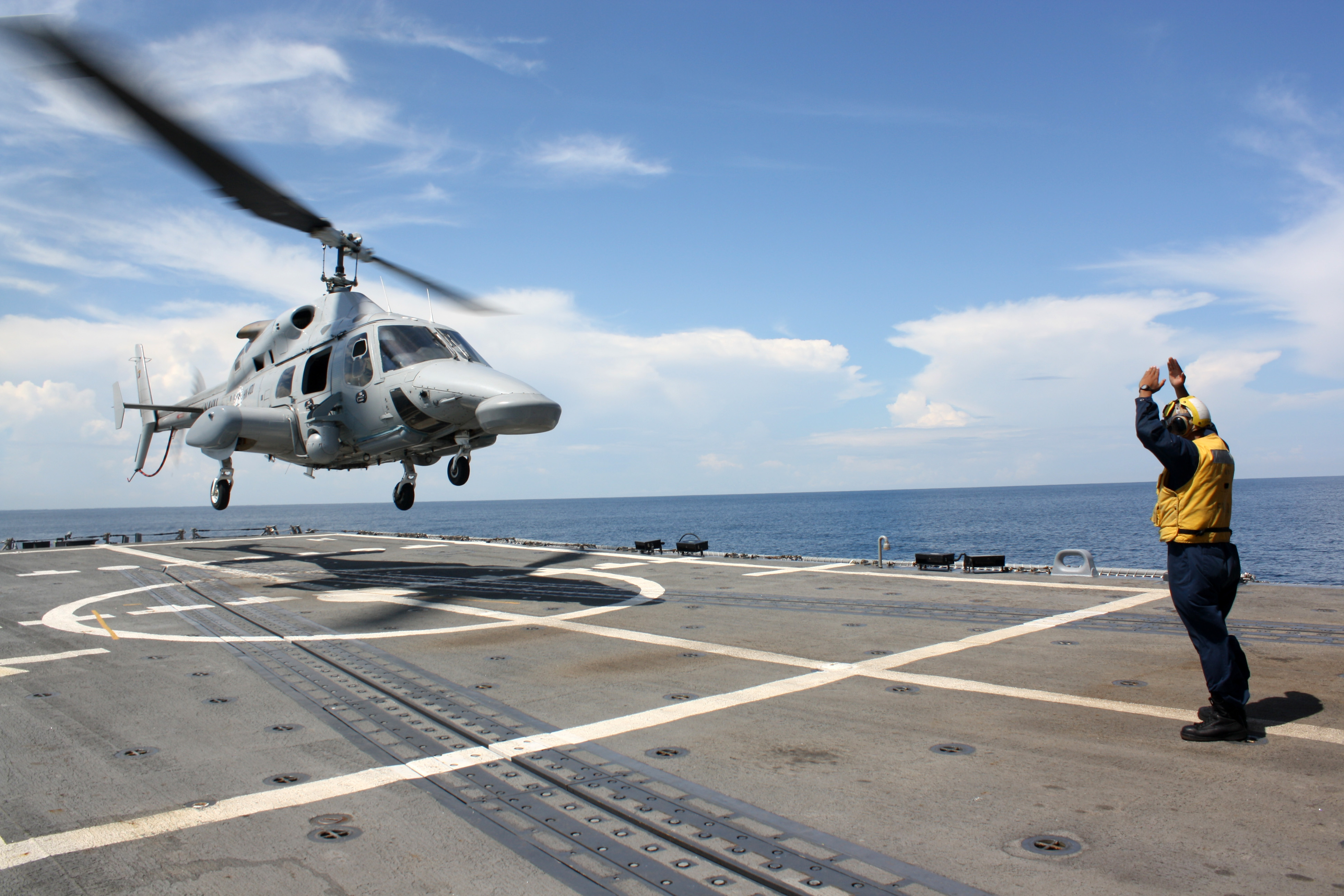

Està conformada per unitats d'ala fixa i rotatòria de diferents tipus, amb capacitats per acomplir operacions d'exploració aeromarítima, suport aeri proper, transport, combat antisuperficie i antisubmarina, operant des de punts de desplegament estratègic en terra o des de les plataformes de les unitats de superfície.

### Comandament de guardacostes

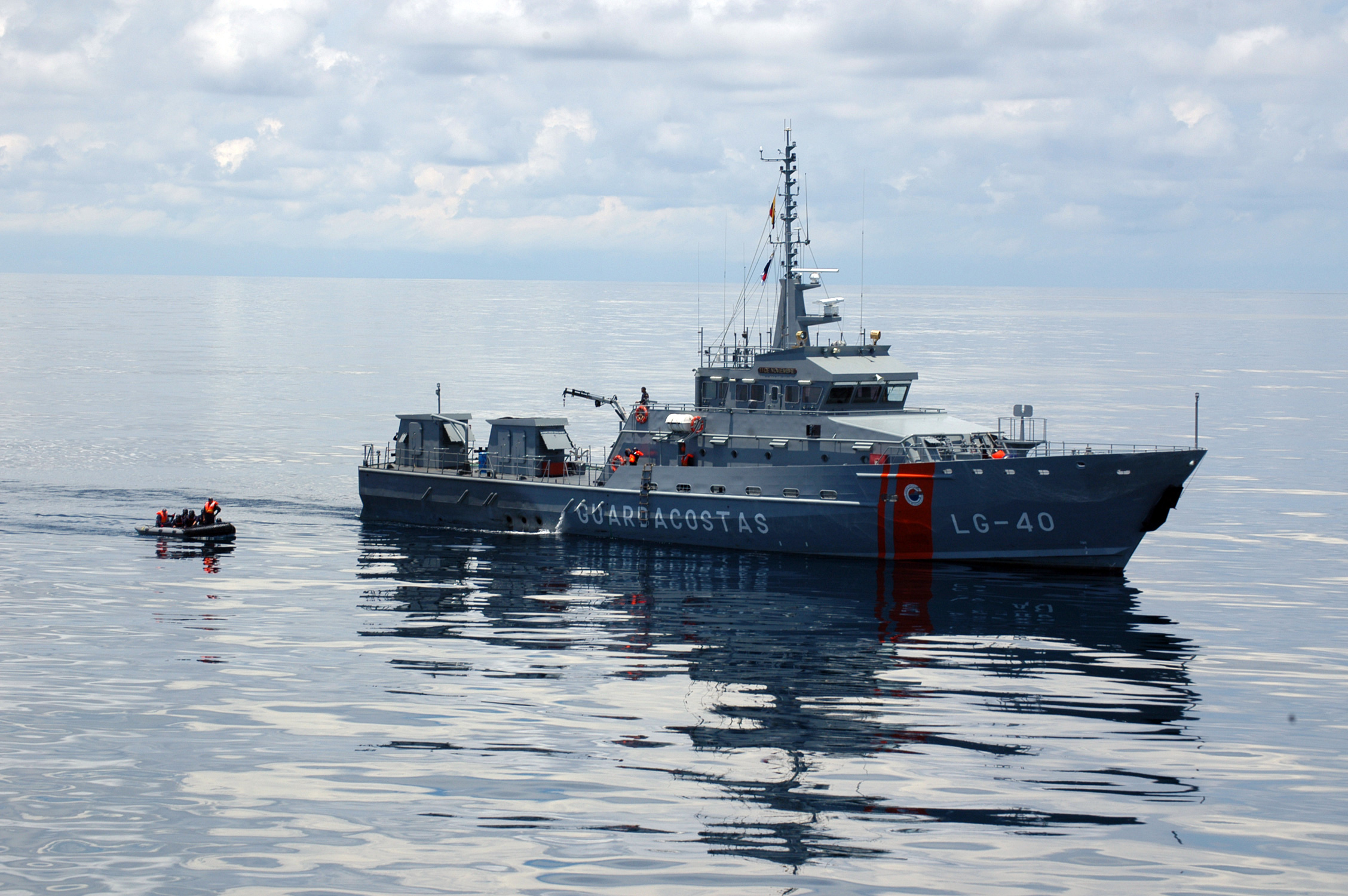

Es va conformar el 25 de juliol del 1980, amb unitats assignades a l'autoritat marítima per a realitzar les següents tasques:
- Salvaguardar la vida humana al mar.
- Funcionar com a Centre Coordinador de Recerca i Salvament Marítim Nacional.
- Controlar el trànsit marítim, per prevenir la sobirania en les àrees de control de pesca, contraban i altres activitats il·lícites, contribuint a minimitzar amb la seva acció la pèrdua de vides humanes, danys personals ia la propietat en aigües jurisdiccionals.
- Prevenir la seguretat per a vaixells, ports, vies marítimes i facilitats inherents a aquests.
- Mantenir i millorar la qualitat de l'ambient marí i contribuir a la reducció de danys en cas de contaminació.
- Protegir la moral i l'ordre en vaixells, ports, molls i platges.
- En cas de conflicte, passar a formar la força de defensa de costes, juntament amb la reserva mobilitzada i la Infanteria de Marina, encarregades de la defensa de costes, en coordinació amb la Força Terrestre i amb el suport de la Força Aèria.

### Cos d'infanteria de marina

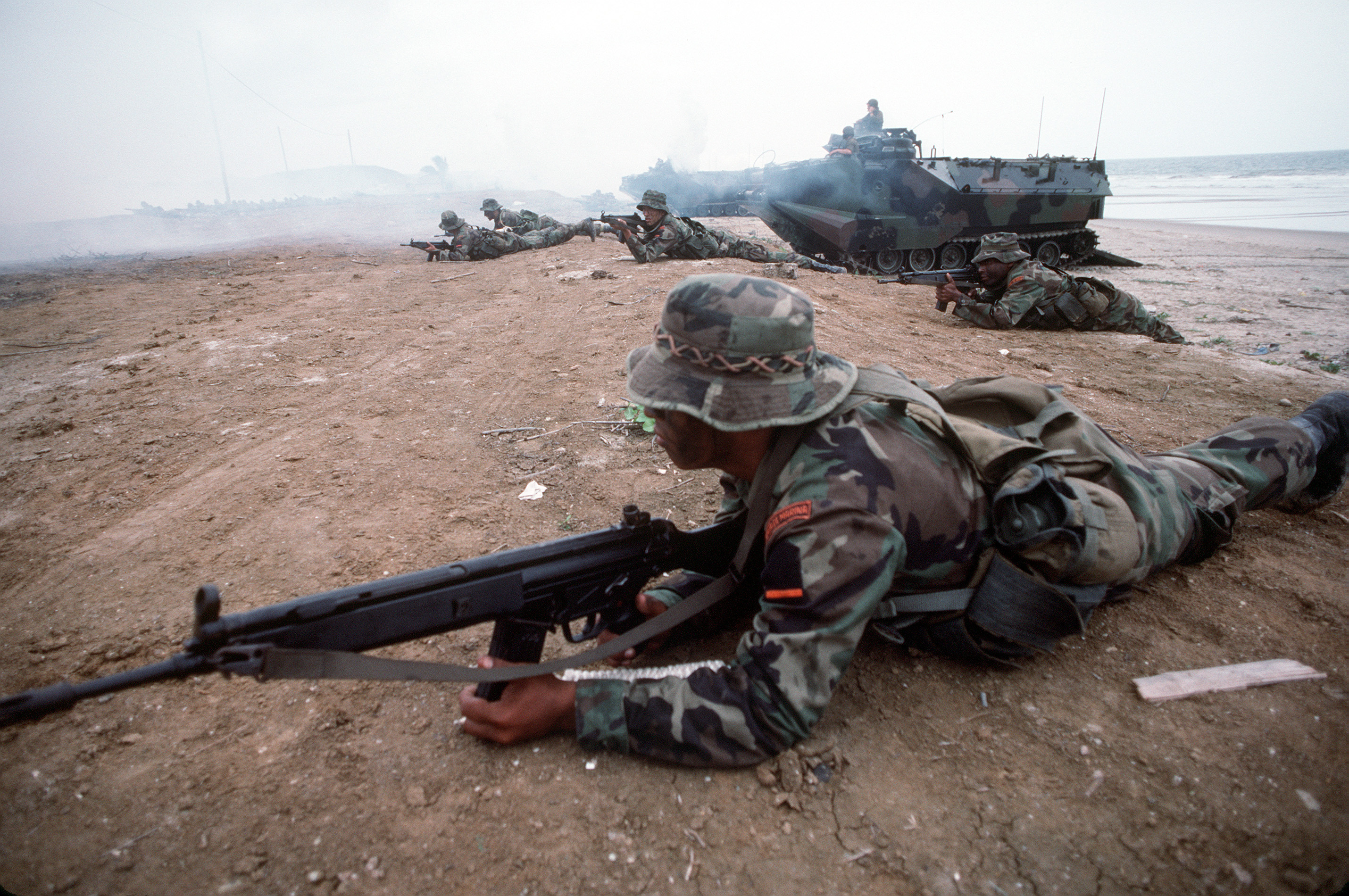

El Cos d'Infanteria de marina manté una força de prop de 5,000 efectius militars entrenats i equipats a la seva seu principal a Guayaquil, equipats principalment amb Morters de 115mm, Canó sense retrocés M67, artilleria M101 howitzer, armes més lleugeres com el M 16A2, A4, Carrabina M4 i vehicles tot terreny Humvee alguns estan equipats amb míssils antiaeris Mistral. La infanteria de marina va ser l'única branca de l'Armada que va entrar en combat contra les tropes peruanes el 1981 i el 1995.

### Material bèl·lic
Hi ha diversos programes de modernització per a les naus de l'armada com la modernització dels submarins Tipus 209/1300 a les drassanes d'ASMAR a Xile, també la revisió i modernització de les corbetes Classe Esmeraldas i les Llanxes llança-míssils Classe Quito a les drassanes equatorianes, tot això sota el Pla Estratègic Institucional Morán Valverde, que també contempla l'adquisició de dues noves fragates, el reemplaçament de sis avions Beechcraft d'exploració aero-marítima, 2 sistemes de radar per aeronaus d'exploració aero-marítima, adquisició de llanxes llança-torpedes, modernització dels míssils i l'equipament per a la Infanteria de marina.

## Flota naval

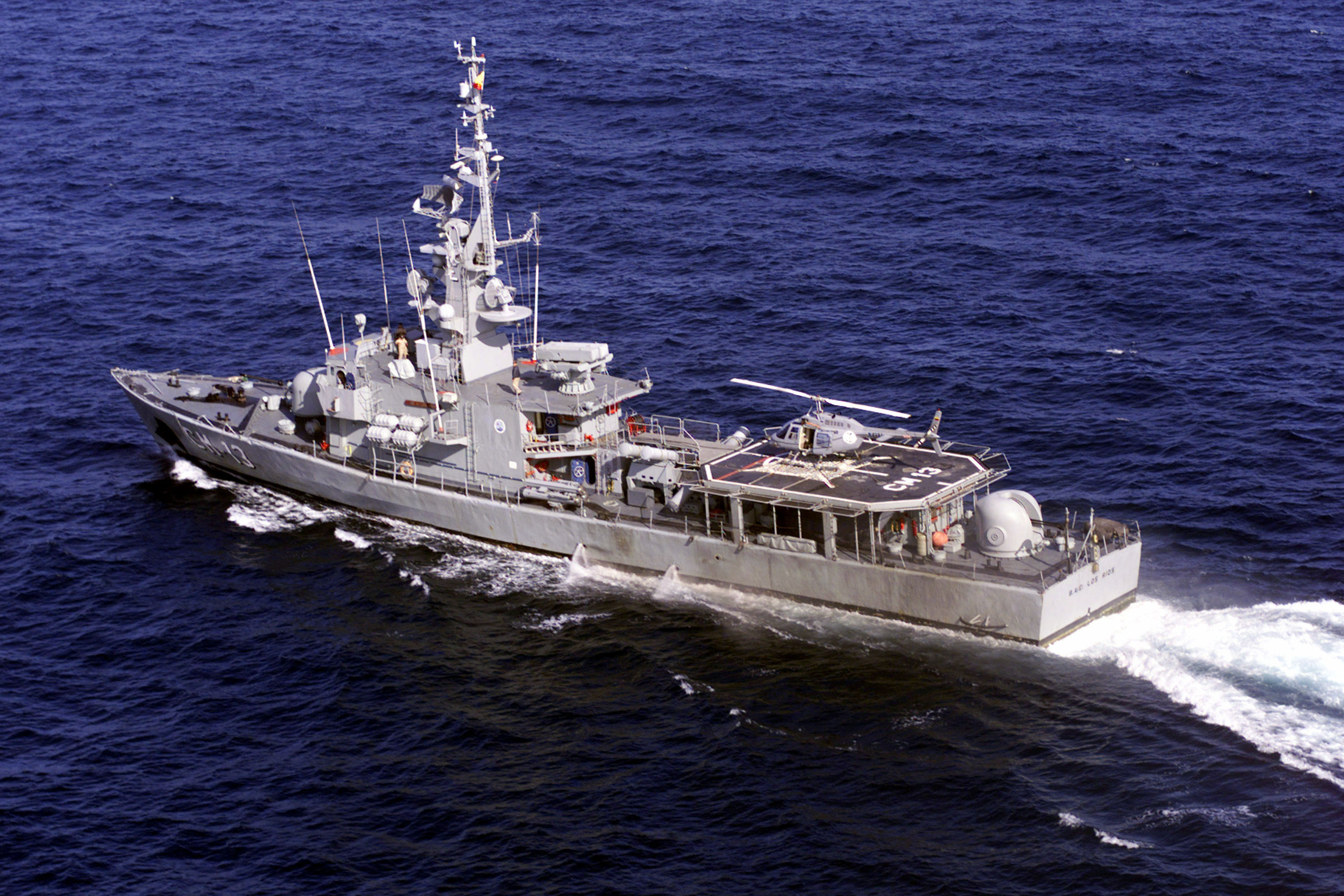

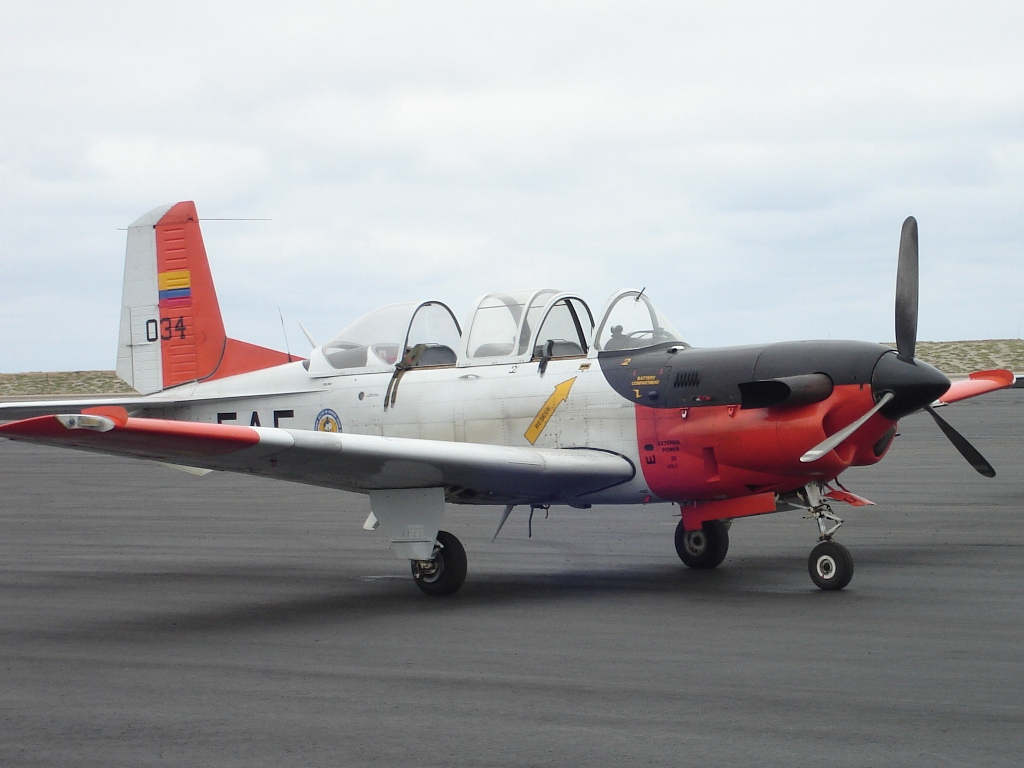

Els vaixells de la flota solen anomenar-se començant per les sigles BAE (Buque de la Armada del Ecuador).

## Galeria d'imatges

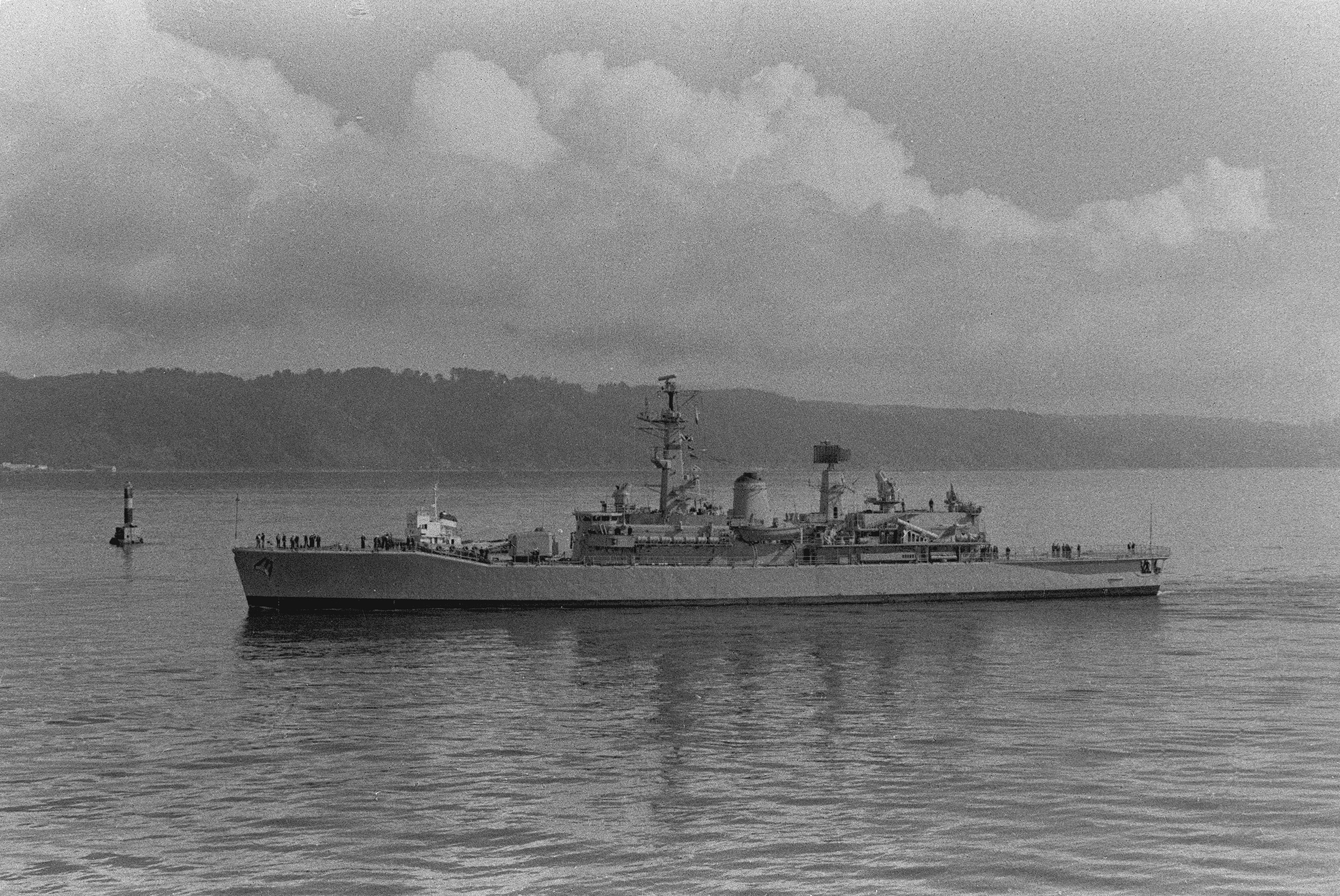
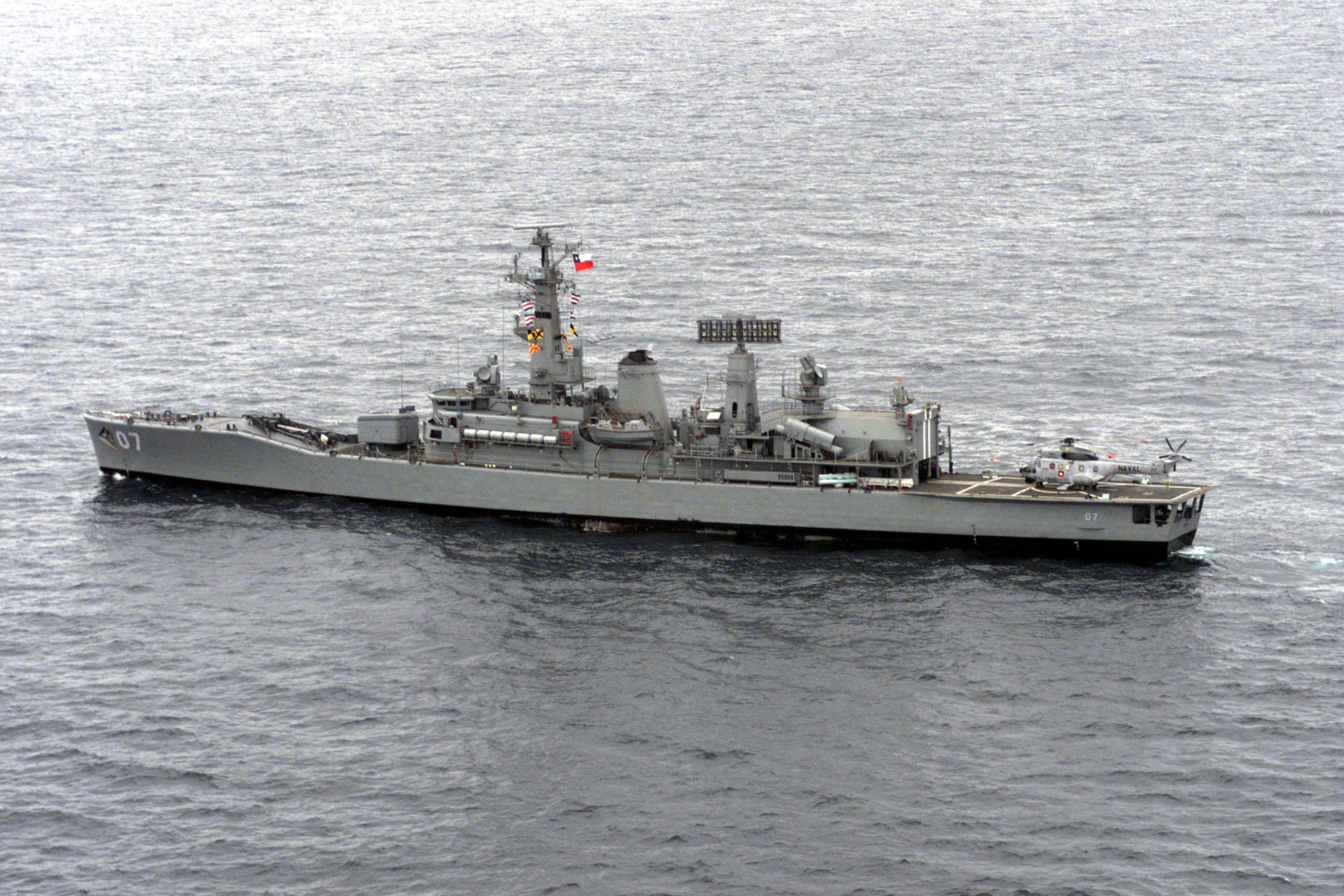
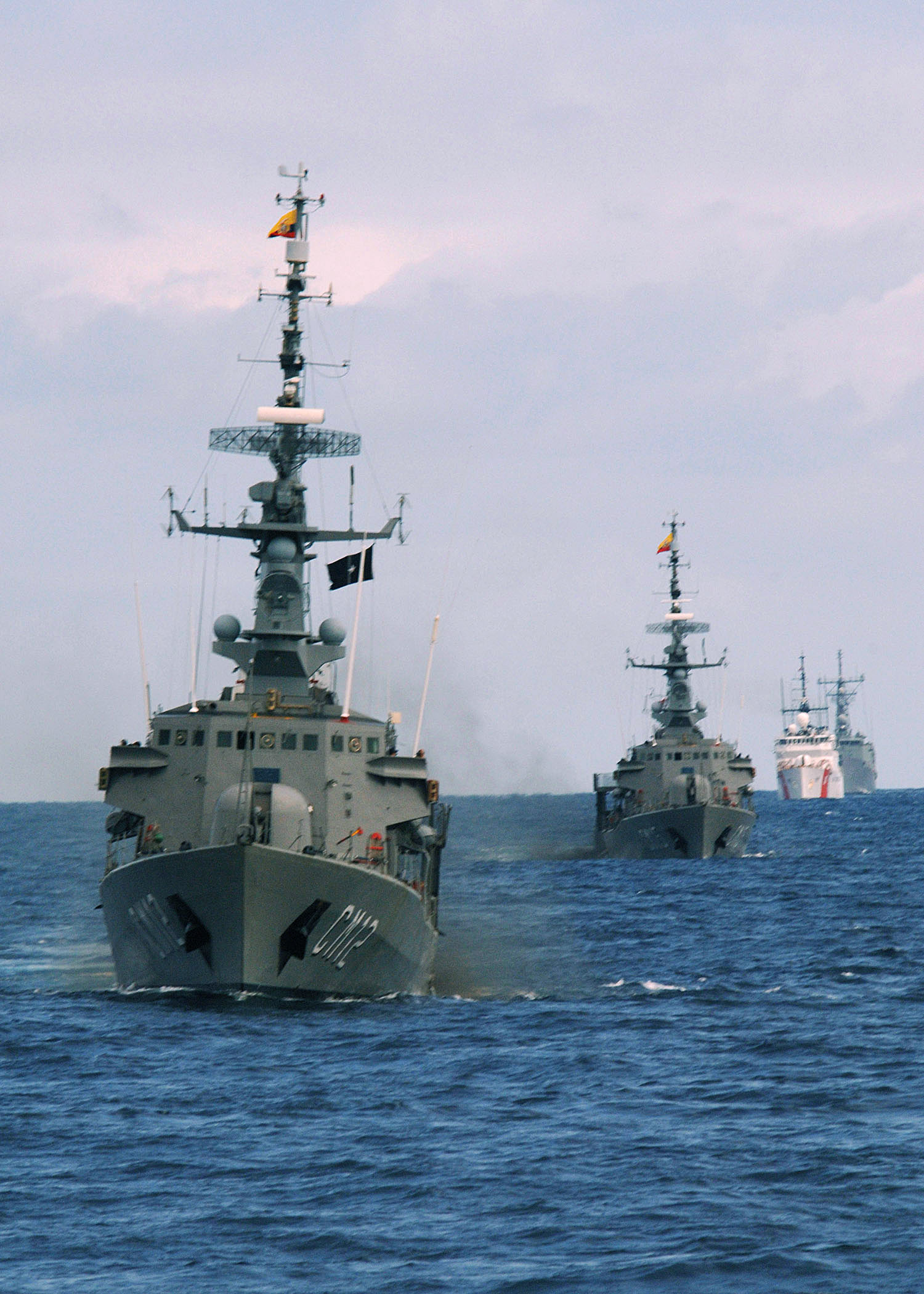
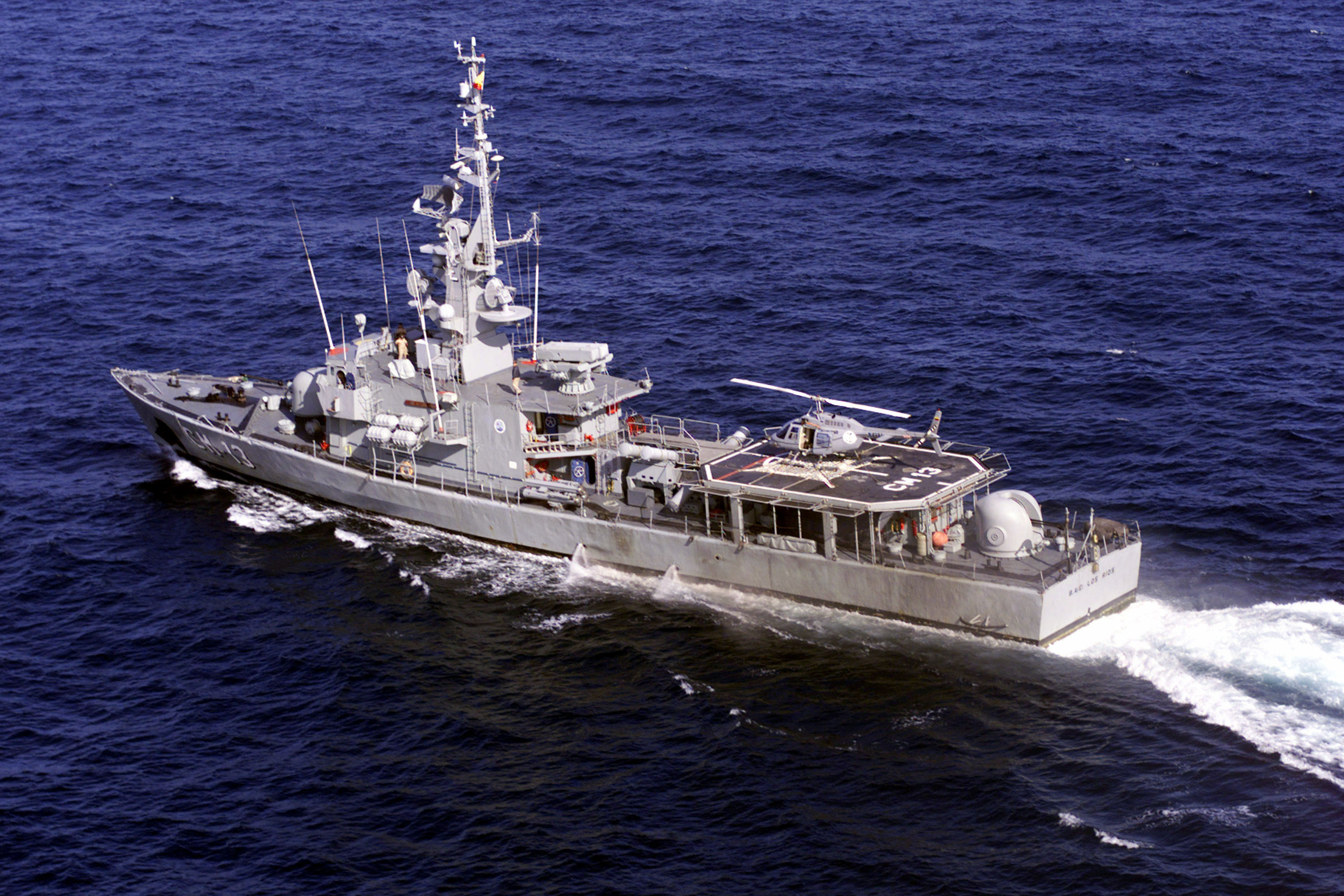
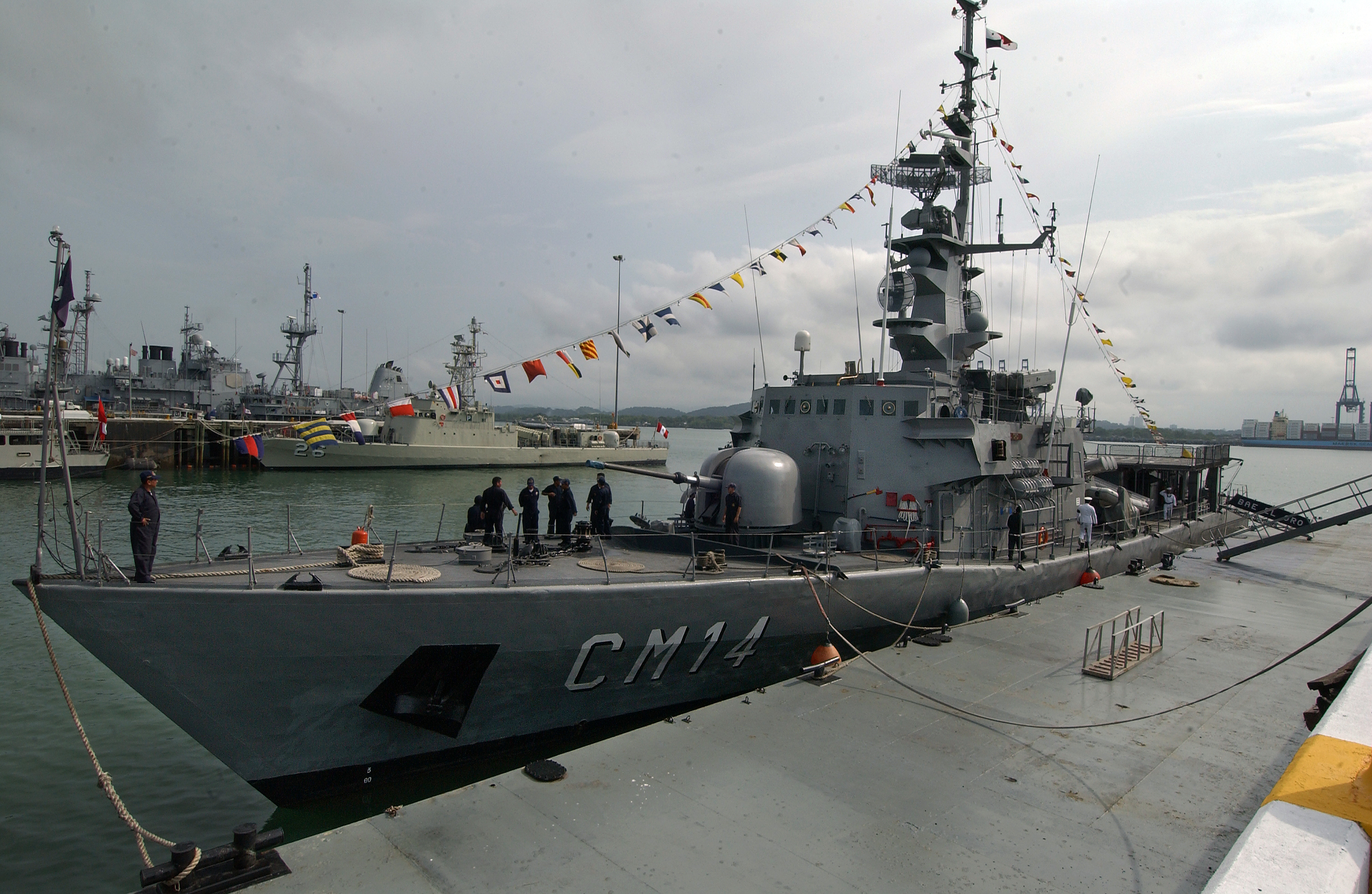
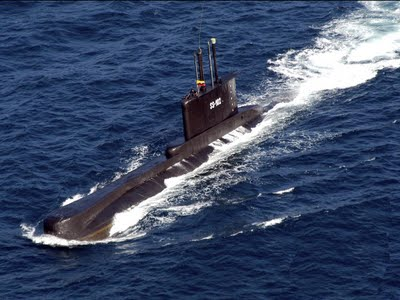
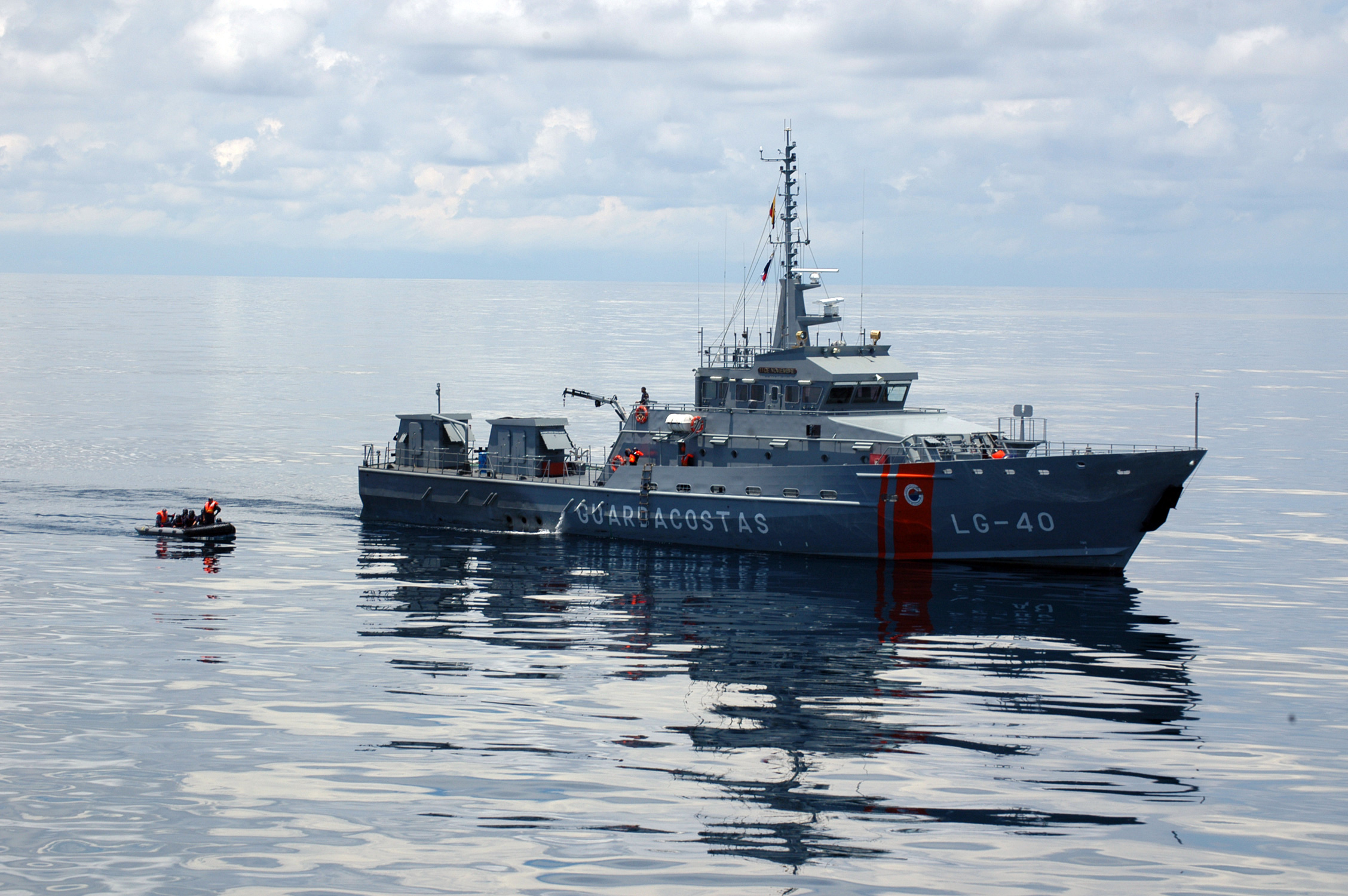
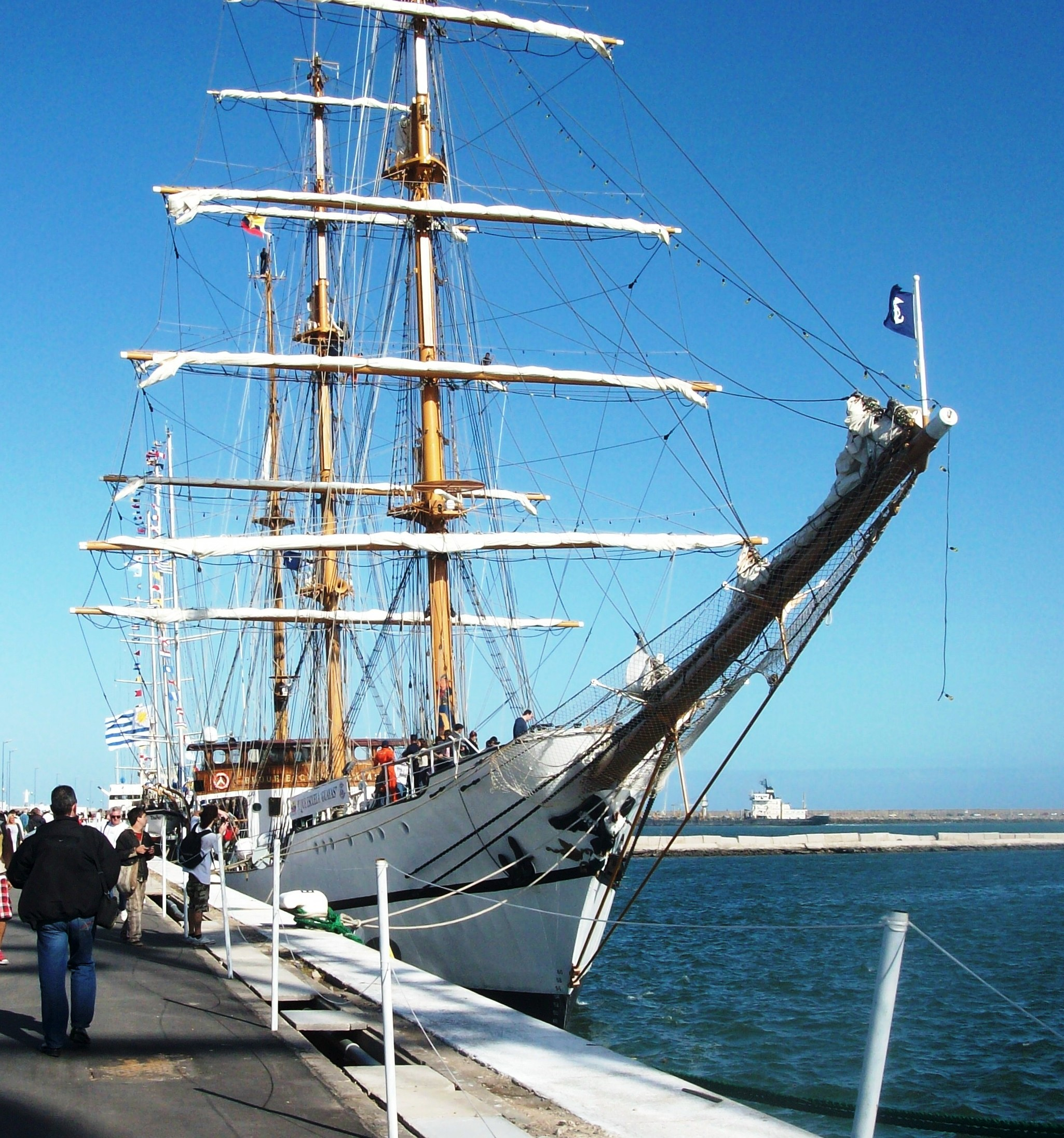
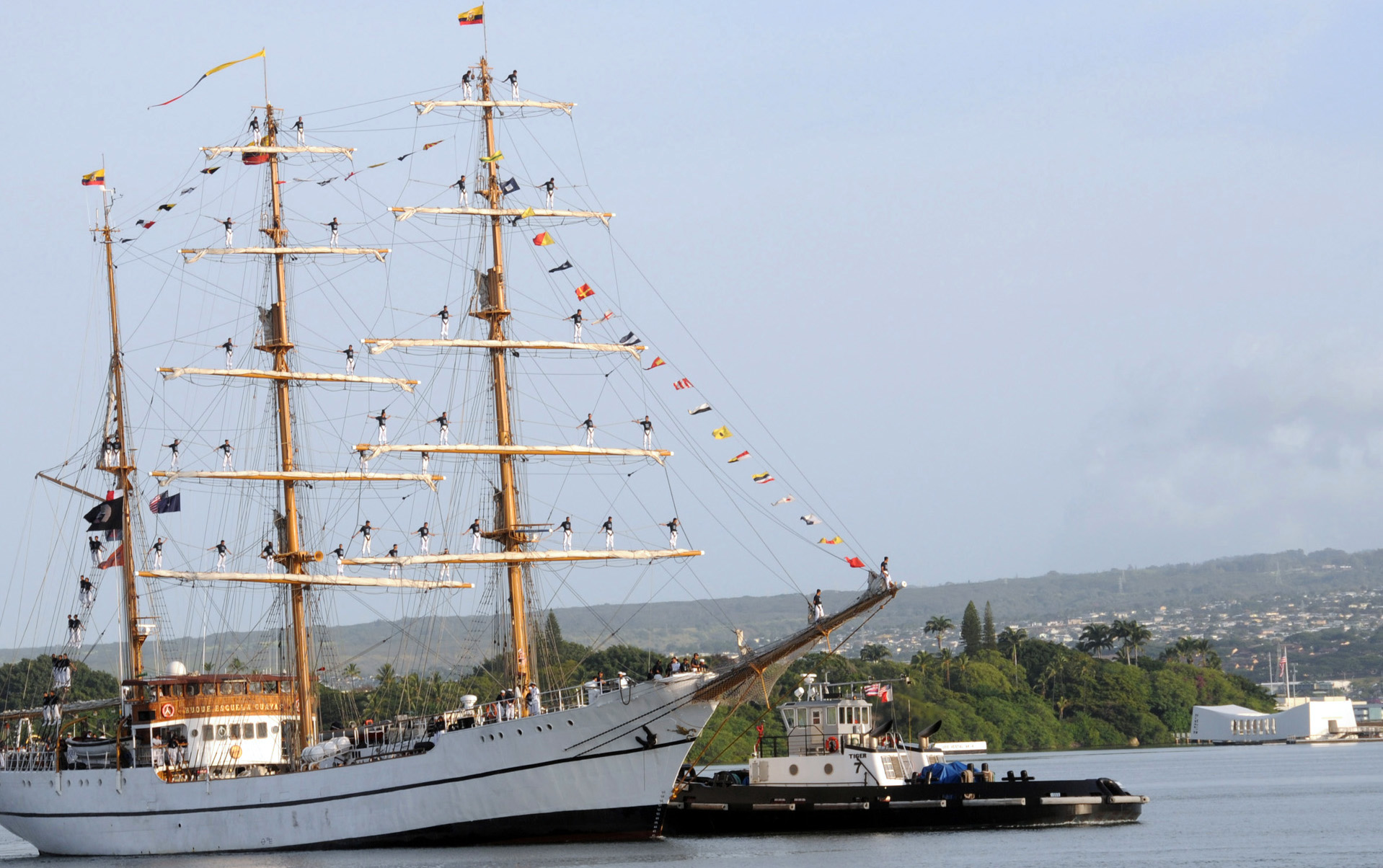
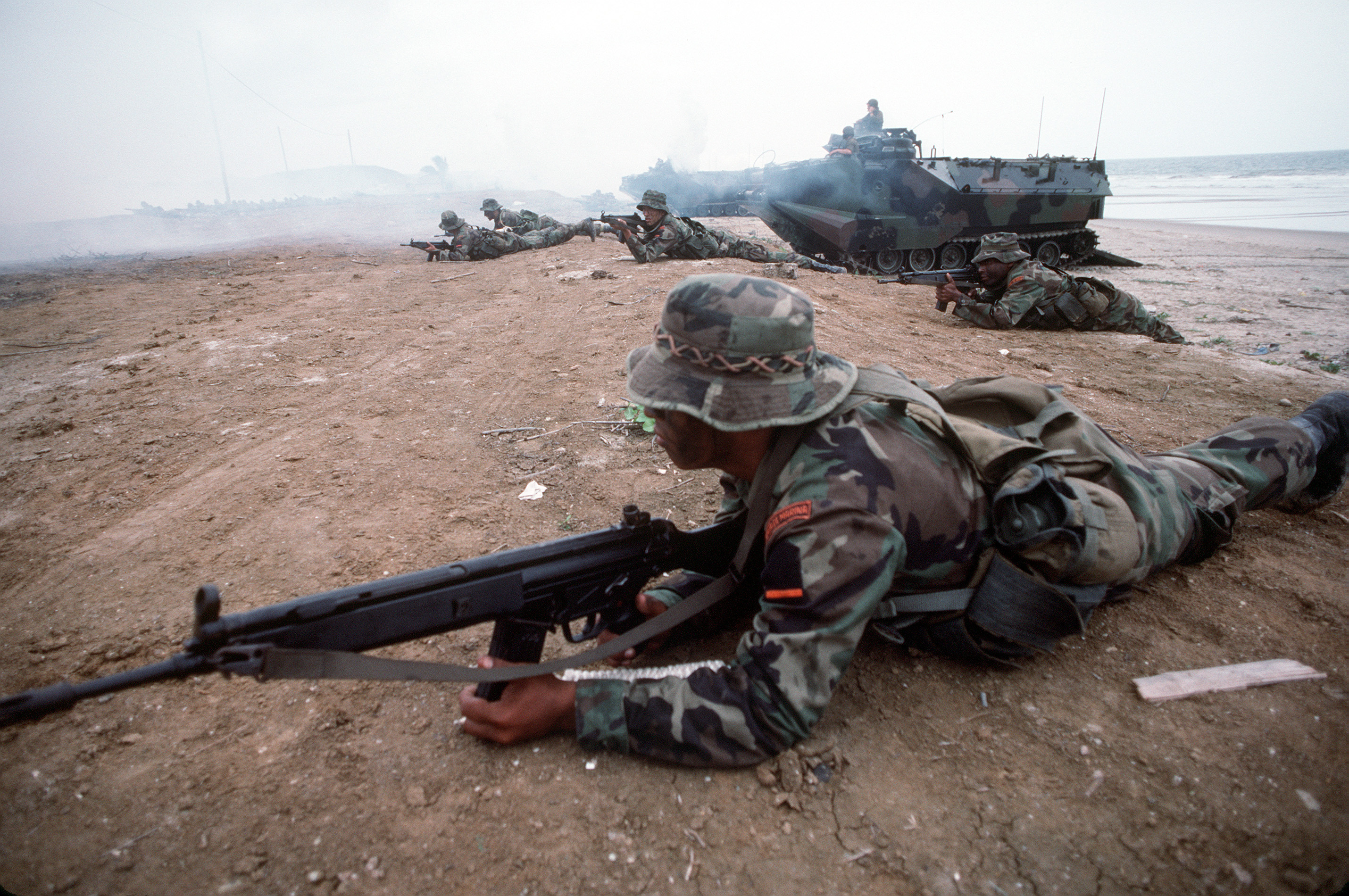
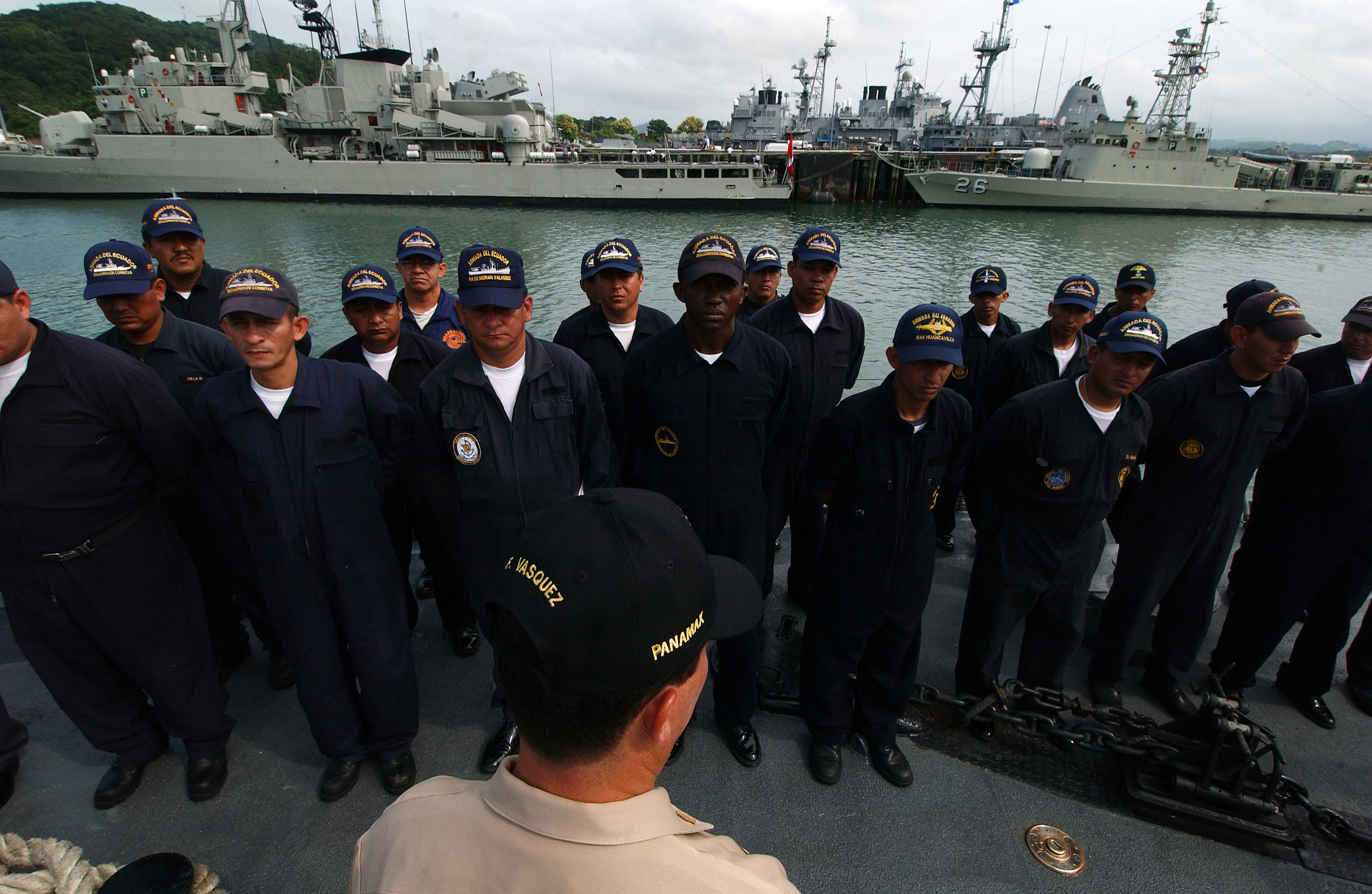
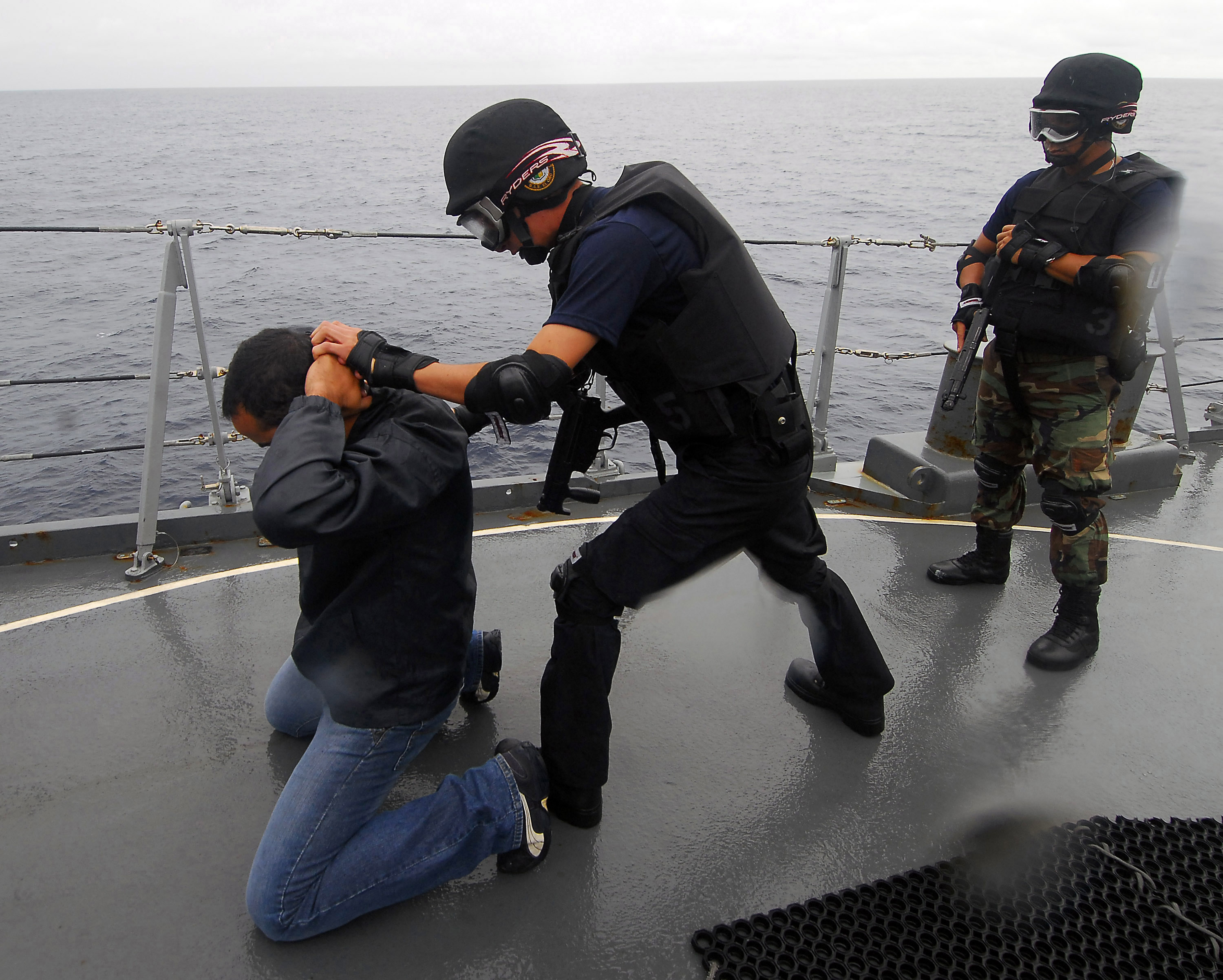

### Vaixell Escola
- BAE Guayas (BE-21) Vaixell escola

### Fragates llança-míssils
- BAE Eloy Alfaro (FM 01)
- BAE Moran Valverde (FM 02)

### Corbetes Llança-míssils
- BAE Esmeraldas (CM-11)
- BAE Manabi (CM-12)
- BAE Los Rios (CM-13)
- BAE El Oro (CM-14)
- BAE Galápagos (CM-15)
- BAE Loja (CM-16)

### Llanxes llança-míssils
- LAE Quito (LM-21)
- LAE Guayaquil (LM-23)
- LAE Cuenca (LM-24)

### Submarins
- BAE Shyri (SS 101)
- BAE Huancavilca (SS 102)

### Vaixells d'investigació científica
- BAE Orión
- LAE Sirius

### Vaixells Auxiliars
- BAE Huacolpo (TR-61)
- BAE Taurus (TR-65)
- BAE Calicuchima (TR-62)
- BAE Atahualpa (TR-63)
- BAE Quisquis (TR-64)
- BAE Chimborazo (RA-70)

### Unitats guardacostes
- LG-39 Isla Fernandina
- LG-40 Isla Española
- LG-41 Isla San Salvador
- LG-37 Isla de la Plata
- LG-38 Isla Santa Clara
- LG-35 Isla Santa Rosa
- LG-36 Isla Puna
- LG-32 Isla Seymour
- LG-31 Isla Isabela
- LG-33 Isla Santa Cruz
- LG-34 Isla San Cristóbal
- LG-112 Rio Mataje
- LG-121 Rio Esmeraldas
- LG-122 Rio Santiago
- LG-611 Rio Verde
- LG-612 Rio Bulu
- LG-613 Rio Macara
- LG-614 Rio Yaguachi
- LG-616 Rio San Miguel
- LG-617 Rio Quininde
- LG-618 Rio Catamayo
- LG-601 Rio Jubones
- LG-114 Rio Chone
- LG-115 Rio Daule
- LG-116 Rio Babahoyo
- LG-161 Rio Coangos
- LG-162 Rio Muisne
- LG-163 Rio Tangare
- LG-171 Rio Tena
- LG-172 Rio Puyo
- LG-173 Rio Portoviejo
- LG-174 Rio Manta
- LG-181 Rio Zamora
- LG-182 Rio Palora

### Aeronaus
- Beechcraft King Air
- T-34 Mentor
- Bell 206
- Bell 230
- Bell 430
- CASA CN-235
- T-35 Pillán
- IAI Herón
- IAI Searcher

## Graduació militar
| Oficials                  |                           |                           |                           |                           |                           |                           |                           |                           |                           |                           |                           |                           |                           |                           |                          |                          |                          |                          |                          |                          |                          |                          |                          |                          |                          |                          |                          |                          |                          |
|                           |                           |                           |                           |                           |                           |                           |                           |                           |                           |                           |                           |                           |                           |                           |                          |                          |                          |                          |                          |                          |                          |                          |                          |                          |                          |                          |                          |                          |                          |
| Almirante                 | Almirante                 | Almirante                 | Almirante                 | Almirante                 | Almirante                 | Vicealmirante             | Vicealmirante             | Vicealmirante             | Vicealmirante             | Vicealmirante             | Vicealmirante             | Contraalmirante           | Contraalmirante           | Contraalmirante           | Contraalmirante          | Contraalmirante          | Contraalmirante          | Capitán de Navio         | Capitán de Navio         | Capitán de Navio         | Capitán de Navio         | Capitán de Navio         | Capitán de Navio         | Capitán de Fragata       | Capitán de Fragata       | Capitán de Fragata       | Capitán de Fragata       | Capitán de Fragata       | Capitán de Fragata       |
| Almirall                  | Almirall                  | Almirall                  | Almirall                  | Almirall                  | Almirall                  | Vicealmirall              | Vicealmirall              | Vicealmirall              | Vicealmirall              | Vicealmirall              | Vicealmirall              | Contraalmirall            | Contraalmirall            | Contraalmirall            | Contraalmirall           | Contraalmirall           | Contraalmirall           | Capità de Navili         | Capità de Navili         | Capità de Navili         | Capità de Navili         | Capità de Navili         | Capità de Navili         | Capità de Fragata        | Capità de Fragata        | Capità de Fragata        | Capità de Fragata        | Capità de Fragata        | Capità de Fragata        |
|                           |                           |                           |                           |                           |                           |                           |                           |                           |                           |                           |                           |                           |                           |                           |                          |                          |                          |                          |                          |                          |                          |                          |                          |                          |                          |                          |                          |                          |                          |
| Capitán de Corbeta        | Capitán de Corbeta        | Capitán de Corbeta        | Capitán de Corbeta        | Capitán de Corbeta        | Teniente de Navio         | Teniente de Navio         | Teniente de Navio         | Teniente de Navio         | Teniente de Navio         | Teniente de Fragata       | Teniente de Fragata       | Teniente de Fragata       | Teniente de Fragata       | Teniente de Fragata       | Alférez de Fragata       | Alférez de Fragata       | Alférez de Fragata       | Alférez de Fragata       | Alférez de Fragata       | Guardiamarina cuarto año | Guardiamarina cuarto año | Guardiamarina cuarto año | Guardiamarina cuarto año | Guardiamarina cuarto año | Guardiamarina tercer año | Guardiamarina tercer año | Guardiamarina tercer año | Guardiamarina tercer año | Guardiamarina tercer año |
| Capità de Corveta         | Capità de Corveta         | Capità de Corveta         | Capità de Corveta         | Capità de Corveta         | Tinent de Navili          | Tinent de Navili          | Tinent de Navili          | Tinent de Navili          | Tinent de Navili          | Tinent de Fragata         | Tinent de Fragata         | Tinent de Fragata         | Tinent de Fragata         | Tinent de Fragata         | Alferes de Fragata       | Alferes de Fragata       | Alferes de Fragata       | Alferes de Fragata       | Alferes de Fragata       | Guardiamarina quart any  | Guardiamarina quart any  | Guardiamarina quart any  | Guardiamarina quart any  | Guardiamarina quart any  | Guardiamarina tercer any | Guardiamarina tercer any | Guardiamarina tercer any | Guardiamarina tercer any | Guardiamarina tercer any |
|                           |                           |                           |                           |                           |                           |                           |                           |                           |                           |                           |                           |                           |                           |                           |                          |                          |                          |                          |                          |                          |                          |                          |                          |                          |                          |                          |                          |                          |                          |
|                           |                           |                           |                           |                           |                           |                           |                           |                           |                           |                           |                           |                           |                           |                           |                          |                          |                          |                          |                          |                          |                          |                          |                          |                          |                          |                          |                          |                          |                          |
| Guardiamarina segundo año | Guardiamarina segundo año | Guardiamarina segundo año | Guardiamarina segundo año | Guardiamarina segundo año | Guardiamarina segundo año | Guardiamarina segundo año | Guardiamarina segundo año | Guardiamarina segundo año | Guardiamarina segundo año | Guardiamarina segundo año | Guardiamarina segundo año | Guardiamarina segundo año | Guardiamarina segundo año | Guardiamarina segundo año | Guardiamarina primer año | Guardiamarina primer año | Guardiamarina primer año | Guardiamarina primer año | Guardiamarina primer año | Guardiamarina primer año | Guardiamarina primer año | Guardiamarina primer año | Guardiamarina primer año | Guardiamarina primer año | Guardiamarina primer año | Guardiamarina primer año | Guardiamarina primer año | Guardiamarina primer año | Guardiamarina primer año |
| Guardiamarina segon any   | Guardiamarina segon any   | Guardiamarina segon any   | Guardiamarina segon any   | Guardiamarina segon any   | Guardiamarina segon any   | Guardiamarina segon any   | Guardiamarina segon any   | Guardiamarina segon any   | Guardiamarina segon any   | Guardiamarina segon any   | Guardiamarina segon any   | Guardiamarina segon any   | Guardiamarina segon any   | Guardiamarina segon any   | Guardiamarina primer any | Guardiamarina primer any | Guardiamarina primer any | Guardiamarina primer any | Guardiamarina primer any | Guardiamarina primer any | Guardiamarina primer any | Guardiamarina primer any | Guardiamarina primer any | Guardiamarina primer any | Guardiamarina primer any | Guardiamarina primer any | Guardiamarina primer any | Guardiamarina primer any | Guardiamarina primer any |

| Tropa              |                    |                    |                    |                    |                    |                     |                     |                     |                     |                     |                     |                     |                     |                     |                     |                     |                     |                     |                     |                    |                    |                    |                    |                    |                  |                  |                  |                  |                  |
|                    |                    |                    |                    |                    |                    |                     |                     |                     |                     |                     |                     |                     |                     |                     |                     |                     |                     |                     |                     |                    |                    |                    |                    |                    |                  |                  |                  |                  |                  |
| Sub-oficial mayor  | Sub-oficial mayor  | Sub-oficial mayor  | Sub-oficial mayor  | Sub-oficial mayor  | Sub-oficial mayor  | Sub-oficial primero | Sub-oficial primero | Sub-oficial primero | Sub-oficial primero | Sub-oficial primero | Sub-oficial primero | Sub-oficial segundo | Sub-oficial segundo | Sub-oficial segundo | Sub-oficial segundo | Sub-oficial segundo | Sub-oficial segundo | Sargento primero    | Sargento primero    | Sargento primero   | Sargento primero   | Sargento primero   | Sargento primero   | Sargento segundo   | Sargento segundo | Sargento segundo | Sargento segundo | Sargento segundo | Sargento segundo |
| Major Sots-oficial | Major Sots-oficial | Major Sots-oficial | Major Sots-oficial | Major Sots-oficial | Major Sots-oficial | Primer Sots-oficial | Primer Sots-oficial | Primer Sots-oficial | Primer Sots-oficial | Primer Sots-oficial | Primer Sots-oficial | Segon Sots-oficial  | Segon Sots-oficial  | Segon Sots-oficial  | Segon Sots-oficial  | Segon Sots-oficial  | Segon Sots-oficial  | Primer Sargent      | Primer Sargent      | Primer Sargent     | Primer Sargent     | Primer Sargent     | Primer Sargent     | Segon Sargent      | Segon Sargent    | Segon Sargent    | Segon Sargent    | Segon Sargent    | Segon Sargent    |
|                    |                    |                    |                    |                    |                    |                     |                     |                     |                     |                     |                     |                     |                     |                     |                     |                     |                     |                     |                     |                    |                    |                    |                    |                    |                  |                  |                  |                  |                  |
| Cabo primero       | Cabo primero       | Cabo primero       | Cabo primero       | Cabo primero       | Cabo segundo       | Cabo segundo        | Cabo segundo        | Cabo segundo        | Cabo segundo        | Marinero            | Marinero            | Marinero            | Marinero            | Marinero            | Grumete segundo año | Grumete segundo año | Grumete segundo año | Grumete segundo año | Grumete segundo año | Grumete primer año | Grumete primer año | Grumete primer año | Grumete primer año | Grumete primer año |                  |                  |                  |                  |                  |
| Caporal primer     | Caporal primer     | Caporal primer     | Caporal primer     | Caporal primer     | Caporal segon      | Caporal segon       | Caporal segon       | Caporal segon       | Caporal segon       | Mariner             | Mariner             | Mariner             | Mariner             | Mariner             | Grumet segon any    | Grumet segon any    | Grumet segon any    | Grumet segon any    | Grumet segon any    | Grumet primer any  | Grumet primer any  | Grumet primer any  | Grumet primer any  | Grumet primer any  |                  |                  |                  |                  |                  |